# Acacia macrothrysa
Acacia macrothrysa é uma espécie de leguminosa do gênero Acacia, pertencente à família Fabaceae.